# Horace Clyde Filley
Horace Clyde Filley (auch H. Clyde Filley, H. C. Filley, Horace C. Filley; * 27. Dezember 1878 in Filley, Gage County, Nebraska, USA; † 15. März 1973 in Lincoln, Lancaster County, Nebraska, USA) war ein US-amerikanischer Agrarökonom.

## Leben

### Familie und Ausbildung
Der aus dem im US-Bundesstaat Nebraska gelegenen Dorf Filley gebürtige Horace Clyde Filley, Sohn des Elmer C. Filley und der Annette Foster Filley, studierte in den Jahren 1896 bis 1899 am Peru State Teachers College. Er widmete sich im Anschluss dem Studium der Wirtschaftswissenschaften und Agrarwissenschaften an der University of Nebraska-Lincoln, 1903 erwarb er den akademischen Grad eines Bachelor of Arts, 1911 den eines Master of Arts. 1929 absolvierte er ein postgraduales Studium in den Sommerkursen der University of Chicago. 1934 wurde er an der University of Minnesota zum Doctor of Philosophy promoviert.
Der methodistisch getaufte Horace Clyde Filley heiratete am 11. Oktober 1911 Creta Warner. Der Ehe entstammten die Kinder Vernon Warner, Marjorie, Edith und Dorothy. Er verstarb im März 1973 94-jährig in Lincoln.

### Beruflicher Werdegang
Horace Clyde Filley war in den Jahren 1899 bis 1900 als Principal in Staplehurst im US-Bundesstaat Nebraska eingesetzt. Nach darauffolgenden diversen Tätigkeiten erhielt er im Jahre 1911 eine Anstellung als Instructor in Farm Management am Department of Farm Management der University of Nebraska-Lincoln, 1912 wurde er zum Assistant Professor, 1914 zum Professor und  Departmentleiter befördert. Ab 1919 wirkte er als Professor of Rural Economics und Leiter des gleichnamigen Departments, 1949 wurde er emeritiert. Unterbrochen wurde seine Tätigkeit in Lincoln von Dezember 1934 bis April 1935 durch eine Anstellung als Consulting Economist für die Farmers National Grain Dealers Association Commission in Chicago, Illinois.
Horace Clyde Filley fungierte als Director, seit 1949 als Economist für die Union Life Insurance Company, 1940 erfolgte seine Wahl in das Executive Committee. Der der Republikanischen Partei Beigetretene gehörte in den Jahren 1911 bis 1913 der Nebraska State Legislature an. Seit 1910 beteiligte er sich an einer Farm in Beatrice, Nebraska. Der Freimaurer sowie Master der Nebraska State Grange Filley hatte Mitgliedschaften in der American Economic Association, der American Farm Economic Association, der American Association of University Professors, den wissenschaftlichen Vereinigungen Alpha Zeta und Gamma Sigma Delta, im Nebraska Writers Guild sowie im Board of Trustees des Bryan Memorial Hospital in Lincoln inne.
Horace Clyde Filley, Verfasser zahlreicher Beiträge betreffend sein Fachgebiet, wurde 1957 in die Nebraska Hall of Agricultural Achievement aufgenommen. Die Filley Hall im East Campus der University of Nebraska-Lincoln wurde nach ihm benannt.

## Publikationen
- Farm Management Studies in Eastern Nebraska. in: Bulletin of the Agricultural Experiment Station of Nebraska, no. 157. University of Nebraska, Agricultural Experiment Station of Nebraska, Lincoln, Neb., 1916
- From car door to consumer. in: Circular (University of Nebraska (Lincoln campus). Agricultural Experiment Station), no. 5. University of Nebraska, College of Agriculture, Agricultural Experiment Station, Lincoln, Neb., 1918
- Cooperation in agriculture. in: Wiley agricultural series. J. Wiley, New York, 1929
- Effects of Inflation and Deflation Upon Nebraska Agriculture, 1914 to 1932. in: Research bulletin (University of Nebraska (Lincoln campus). Agricultural Experiment Station), 71. University of Nebraska, College of Agriculture, Agricultural Experiment Station, Lincoln, Neb., 1934
- The Wealth of the Nation. University of Nebraska Press, Lincoln, Neb., 1945
- Every day was new: the story of the growth of Nebraska. Exposition Press, New York, 1950
- zusammen mit Jesse W. Goble: Marketing Poultry and Eggs in Nebraska. in: Bulletin (University of Nebraska (Lincoln campus). Agricultural Experiment Station), 398. University of Nebraska, College of Agriculture, Agricultural Experiment Station, Lincoln, Neb., 1950